# Paul Richards (attore)
Paul Richards (Hollywood, 23 novembre 1924 – Culver City, 10 dicembre 1974) è stato un attore statunitense.
Recitò dal 1951 al 1973 in oltre 25 film e dal 1952 al 1974 in oltre cento produzioni televisive. È stato accreditato anche con il nome Paul E. Richards.

## Biografia
Paul Richards nacque a Hollywood il 23 novembre 1924.
Fu interprete di diversi personaggi per serie televisive, tra cui Hernando in tre episodi della serie Zorro, nel 1959, Ned Ruggles in un doppio episodio della serie Bat Masterson, dal 1959 al 1960, e il dottor McKinley Thompson in 30 episodi della serie Breaking Point, dal 1963 al 1964. Quello del dottor McKinley Thompson, medico nel reparto psichiatrico di un ospedale, rappresenta il suo ruolo televisivo più noto; il personaggio, sempre interpretato da Richards, era già apparso nell'episodio For This Relief, Much Thanks della serie televisiva medica Ben Casey, andato in onda il 9 settembre 1963. Continuò la carriera televisiva fino al 1974 dando vita a numerosi personaggi minori in molti episodi di serie televisive, collezionando diverse apparizioni come guest star.
La sua carriera cinematografica vanta diverse presenze con varie interpretazioni, tra cui quella del cadetto Perrin 'Cockroach' McKee in Un uomo sbagliato, del 1957, e quella di Mendez nel film a sfondo fantascientifico del 1970 L'altra faccia del pianeta delle scimmie.
Terminò la carriera televisiva interpretando Earl Jansen nell'episodio Raise the Devil: Part 1 della serie Ironside, che fu mandato in onda il 12 settembre 1974, mentre per il cinema l'ultimo ruolo affidatogli fu quello del maggiore Marteau nel film d'avventura Sono fuggito dall'isola del diavolo, del 1973.
Nel 1953 sposò l'attrice Monica Keating. 
Morì a Culver City, in California, il 10 dicembre 1974 e fu seppellito all'Hillside Memorial Park di Culver City.

## Filmografia

### Cinema
- I figli della gloria (Fixed Bayonets!), regia di Samuel Fuller (1951)
- Pantera rossa (War Paint), regia di Lesley Selander (1953)
- Operazione mistero (Hell and High Water), regia di Samuel Fuller (1954)
- Il mostro della via Morgue (Phantom of the Rue Morgue), regia di Roy Del Ruth (1954)
- Ragazze audaci (Playgirl), regia di Joseph Pevney (1954)
- Demetrio e i gladiatori (Demetrius and the Gladiators), regia di Delmer Daves (1954)
- Criminale di turno (Pushover), regia di Richard Quine (1954)
- Il calice d'argento (The Silver Chalice), regia di Victor Saville (1954)
- Un bacio e una pistola (Kiss Me Deadly), regia di Robert Aldrich (1955)
- Terra infuocata (Tall Man Riding), regia di Lesley Selander (1955)
- I banditi del petrolio (The Houston Story), regia di William Castle (1956)
- Web il coraggioso (Tension at Table Rock), regia di Charles Marquis Warren (1956)
- Confidential: anonima scandali (Scandal Incorporated), regia di Edward Mann (1956)
- La banda della frusta nera (The Black Whip), regia di Charles Marquis Warren (1956)
- Una calda notte d'estate (Hot Summer Night), regia di David Friedkin (1957)
- Un uomo sbagliato (The Strange One), regia di Jack Garfein (1957)
- Quando la bestia urla (Monkey on My Back), regia di André De Toth (1957)
- The Unknown Terror, regia di Charles Marquis Warren (1957)
- La freccia di fuoco (Blood Arrow), regia di Charles Marquis Warren (1958)
- 4 pistole veloci (Four Fast Guns), regia di William J. Hole Jr. (1960)
- La pelle degli eroi (All the Young Men), regia di Hall Bartlett (1960)
- The Sweet and the Bitter, regia di James Clavell (1967)
- Il massacro del giorno di San Valentino (The St. Valentine's Day Massacre), regia di Roger Corman (1967)
- Triangle, regia di Bernard Glasser (1970)
- L'altra faccia del pianeta delle scimmie (Beneath the Planet of the Apes), regia di Ted Post (1970)
- Sono fuggito dall'isola del diavolo (I Escaped from Devil's Island), regia di William Witney (1973)

### Televisione
- Four Star Playhouse – serie TV, un episodio (1952)
- Dragnet – serie TV, 7 episodi (1952-1955)
- You Are There – serie TV, 2 episodi (1953-1955)
- I Led 3 Lives – serie TV, 1 episodio (1953)
- The Web – serie TV, 1 episodio (1953)
- Space Patrol – serie TV, 1 episodio (1953)
- Hopalong Cassidy – serie TV, 2 episodi (1953)
- Lux Video Theatre – serie TV, 3 episodi (1954-1955)
- I segreti della metropoli (Big Town) – serie TV, 2 episodi (1954-1956)
- Waterfront – serie TV, 1 episodio (1954)
- The Story of Father Juniper Serra – film TV (1954)
- Mr. & Mrs. North – serie TV, 1 episodio (1954)
- Inside Detective – serie TV, 1 episodio (1954)
- The Lone Wolf – serie TV, 1 episodio (1954)
- Gunsmoke – serie TV, 4 episodi (1955-1968)
- Lassie – serie TV, 1 episodio (1955)
- Celebrity Playhouse – serie TV, episodio 1x08 (1955)
- Le avventure di Rin Tin Tin (The Adventures of Rin Tin Tin) – serie TV, 1 episodio (1955)
- Crusader – serie TV, episodio 1x11 (1955)
- Cavalry Patrol – film TV (1956)
- Warner Brothers Presents – serie TV, 1 episodio (1956)
- Frontier – serie TV, 3 episodi (1956)
- La pattuglia della strada (Highway Patrol) – serie TV, 1 episodio (1956)
- Schlitz Playhouse of Stars – serie TV, 1 episodio (1956)
- Wire Service – serie TV, episodio 1x05 (1956)
- I racconti del West (Zane Grey Theater) – serie TV, 5 episodi (1957-1961)
- El coyote – film TV (1957)
- Sheriff of Cochise – serie TV, 1 episodio (1957)
- Broken Arrow – serie TV, 1 episodio (1957)
- Navy Log – serie TV, episodi 2x13-2x19-2x24 (1957)
- Conflict – serie TV, episodio 1x15 (1957)
- The Silent Service – serie TV, 1 episodio (1957)
- Code 3 – serie TV, 1 episodio (1957)
- Trackdown – serie TV, 1 episodio (1957)
- Tombstone Territory – serie TV, 2 episodi (1958-1959)
- U.S. Marshal – serie TV, 3 episodi (1958-1960)
- Tales of Wells Fargo – serie TV, 1 episodio (1958)
- The Walter Winchell File – serie TV, 1 episodio (1958)
- Jefferson Drum – serie TV, 1 episodio (1958)
- Alcoa Theatre – serie TV, 1 episodio (1958)
- L'uomo ombra (The Thin Man) – serie TV, episodio 2x05 (1958)
- Johnny Ringo – serie TV, 2 episodi (1959-1960)
- Bat Masterson – serie TV, 3 episodi (1959-1960)
- Gli uomini della prateria (Rawhide) – serie TV, 2 episodi (1959-1962)
- Perry Mason – serie TV, 2 episodi (1959-1962)
- Have Gun - Will Travel – serie TV, 2 episodi (1959-1962)
- Death Valley Days – serie TV, 2 episodi (1959-1962)
- Alcoa Presents: One Step Beyond – serie TV, 1 episodio (1959)
- Black Saddle – serie TV, 1 episodio (1959)
- The Rifleman – serie TV, 1 episodio (1959)
- Zorro – serie TV, 3 episodi (1959)
- 21 Beacon Street – serie TV, 1 episodio (1959)
- Avventure in elicottero (Whirlybirds) – serie TV, 2 episodi (1959)
- Men Into Space – serie TV, episodio 1x01 (1959)
- Philip Marlowe – serie TV, episodio 1x24 (1960)
- The Rebel – serie TV, 1 episodio (1960)
- Tate – serie TV, 1 episodio (1960)
- Hawaiian Eye – serie TV, episodio 2x03 (1960)
- Dan Raven – serie TV, 1 episodio (1960)
- The Westerner – serie TV, 1 episodio (1960)
- Outlaws – serie TV, episodi 1x07-1x08 (1960)
- Gli intoccabili (The Untouchables) – serie TV, 2 episodi (1961-1963)
- Bonanza – serie TV, 3 episodi (1961-1968)
- The Law and Mr. Jones – serie TV, 1 episodio (1961)
- Hong Kong – serie TV, episodio 1x22 (1961)
- Route 66 – serie TV, 1 episodio (1961)
- The Brothers Brannagan – serie TV, 1 episodio (1961)
- 'Way Out – serie TV, 1 episodio (1961)
- The Lawless Years – serie TV, 6 episodi (1961)
- 87ª squadra (87th Precinct) – serie TV, 1 episodio (1961)
- Avventure in paradiso (Adventures in Paradise) – serie TV, episodio 3x12 (1961)
- The Dick Powell Show – serie TV, episodio 1x14 (1961)
- La città in controluce (Naked City) – serie TV, 2 episodi (1962-1963)
- The New Breed – serie TV, episodio 1x16 (1962)
- Lotta senza quartiere (Cain's Hundred) – serie TV, 1 episodio (1962)
- Straightaway – serie TV, un episodio (1962)
- The Lloyd Bridges Show – serie TV, 1 episodio (1962)
- Breaking Point – serie TV, 30 episodi (1963-1964)
- Il virginiano (The Virginian) – serie TV, episodio 1x27 (1963)
- Ben Casey – serie TV, episodio 3x01 (1963)
- La legge di Burke (Burke's Law) – serie TV, 2 episodi (1964-1965)
- Insight – serie TV, 1 episodio (1964)
- Il reporter (The Reporter) – serie TV, episodio 1x10 (1964)
- Il fuggiasco (The Fugitive) – serie TV, 2 episodi (1965-1966)
- Who Has Seen the Wind? – film TV (1965)
- L'amico Gipsy (The Littlest Hobo) – serie TV, 2 episodi (1965)
- Cavaliere solitario (The Loner) – serie TV, 1 episodio (1965)
- Il grande teatro del west (The Guns of Will Sonnett) – serie TV, 2 episodi (1967-1968)
- Rango – serie TV, episodio 1x03 (1967)
- Le spie (I Spy) – serie TV, episodio 3x24 (1968)
- Hawaii squadra cinque zero (Hawaii Five-O) – serie TV, 1 episodio (1968)
- Mod Squad, i ragazzi di Greer (The Mod Squad) – serie TV, 3 episodi (1969-1972)
- Get Smart – serie TV, episodio 5x02 (1969)
- Mannix – serie TV, 1 episodio (1969)
- The Most Deadly Game – serie TV, 1 episodio (1970)
- The Over-the-Hill Gang Rides Again – film TV (1970)
- Mistero in galleria (Night Gallery) – serie TV, 1 episodio (1970)
- McMillan e signora (McMillan & Wife) – serie TV, 1 episodio (1972)
- Savage, regia di Steven Spielberg – film TV (1973)
- F.B.I. (The F.B.I.) – serie TV, 1 episodio (1973)
- Banacek – serie TV, 1 episodio (1973)
- The New Perry Mason – serie TV, 1 episodio (1973)
- Ironside – serie TV, 1 episodio (1974)
- The Tribe – film TV (1974) - solo voce (narratore)